# کوسج‌آباد
کوسج‌آباد یا کوساوا (kosava) ، روستایی از توابع بخش محمودآباد شهرستان خدابنده در استان زنجان ایران است.

## جمعیت
این روستا در دهستان خرارود قرار دارد و براساس سرشماری مرکز آمار ایران در سال ۱۳۸۵، جمعیت آن ۴۲۷ نفر (۸۲خانوار) بوده‌است.